# Time to Pretend
Time to Pretend est un single du groupe MGMT présent sur l'album Oracular Spectacular (2007). Il est aussi sur l'EP Time to Pretend (2005). Il s'agit du premier single du groupe.
La chanson a été écrite par Andrew VanWyngarden et Ben Goldwasser.
La chanson est classée 493 dans Les 500 plus grandes chansons de tous les temps selon Rolling Stone.
La musique est utilisée pour le deuxième teaser de Minecraft, le film.